# Mongoliet
Het mineraal mongoliet is een gehydrateerd calcium-niobium-silicaat met de chemische formule Ca4Nb6Si5O24(OH)10·5(H2O). Het behoort tot de sorosilicaten.

## Eigenschappen
Het grijsroze tot licht violette mongoliet heeft een zijdeglans, een witte streepkleur en een goede splijting volgens kristalvlak [001]. Het kristalstelsel is tetragonaal. De gemiddelde dichtheid is 3,14 en de hardheid is 2. Mongoliet is niet radioactief.

## Naamgeving
Mongoliet is genoemd naar het land en de streek waar het voor het eerst is beschreven, Mongolië.

## Voorkomen
Mongoliet komt voornamelijk voor in pegmatieten van alkalische graniet. De typelocatie is het Khan-Bogdinsky massief in de Gobiwoestijn van Mongolië en China.